# 阿尔拜省
阿尔拜省（Albay）是菲律宾吕宋岛比科尔地区的一个省，首府黎牙实比，人口1,314,826（2015年）。